# Álvaro de Carvalhal
Álvaro de Carvalhal Sousa Teles (* 3. Februar 1844 in São Pedro de Padrela, heute Padrela e Tazem, Kreis Valpaços, Distrikt Vila Real, Portugal; † 14. März 1868 in Coimbra, Portugal) war ein portugiesischer Schriftsteller.

## Leben und Wirken
Er entstammte einer literarisch interessierten Familie, sein Vater veröffentlichte Gedichte und sein Onkel war Journalist. Seine literarischen Neigungen wurden schon als Kind gefördert.
In Braga besuchte er das Gymnasium und ging nach dem Abitur 1864 nach Coimbra, wo er Rechtswissenschaften studierte. Vier Jahre schaffte er es zu studieren. 1862 wurde sein erstes Theaterstück aufgeführt, ein Drama in drei Akten. 1863 erschien eine Erzählung in einer Zeitung mit dem Titel „Mysterium einer Träne“. 1865 wurde in einem Magazin sein bekanntestes Werk, die Erzählung „Os Canibais“ (Die Kannibalen) veröffentlicht und die ihn posthum weltbekannt machte.
Carvalhal litt unter einem Aneurysma, dass ihm unsagbare Schmerzen- wie überliefert ist- verursachte und ihn am Baden hinderte. An den Folgen des Aneuyrysmas starb er im Alter von 24 Jahren.
Seine Erzählungen „Contos“ wurden posthum durch seinen Lebensfreund Jose Dias Simões 1868 veröffentlicht. Er nimmt in der portugiesischen Literatur eine Sonderstellung ein, da Horrorliteratur dort selten ist.

## Charakter
Seine Erzählungen wurden als oftmals krank, abstrus und pervers bezeichnet. Er war der erste Horrorschriftsteller portugiesischer Zunge bzw. der portugiesischen Literaturgeschichte. Wie stark die Freundschaft zu seinem Lebensfreund Jose Dias Simões in eine homoerotische Beziehung mündete, muss die Wissenschaft zu Tage fördern. Sein gesamtes Werk trägt sehr starke autobiographische Züge. Sein kurzes Leben war von den Schmerzen und der Todesangst- nach dem er von dem Aneurysma erfuhr- geprägt.

## Nachwirkung
Im Portugiesischen Kino erfuhr sein Werk bisher zwei Verfilmungen:
- 1980 durch Noémia Delgado mit dem Film O Visconde (Der Vicomte), nach der Erzählung „A febre do jogo“ (Das Fieber des Spielens)
- 1988 durch Manoel de Oliveira, der unter dem Titel „Die Kannibalen“ die gleichnamige Erzählung „Die Kannibalen“ (Os Canibais) als ungewöhnlichen Opernfilm bearbeitete.

2019 erschien erstmals ein Buch mit seinen sechs überlieferten Erzählungen auf Deutsch im Arco Verlag.

## Werk
- O castigo de vigança, 1862, Theaterstück in drei Akten, uraufgeführt 1862.
- Contos (Sechs Erzählungen), posthum 1868 (als Die Kannibalen, deutsch, 2019, Arco Verlag).